# Kreien
Kreien är en kommun och ort i Landkreis Ludwigslust-Parchim i förbundslandet Mecklenburg-Vorpommern i Tyskland. 
Kommunen ingår i kommunalförbundet Amt Eldenburg Lübz tillsammans med kommunerna Gallin-Kuppentin, Gehlsbach, Granzin, Kritzow, Lübz, Passow, Ruhner Berge, Siggelkow och Werder.